# Okunoin
Okunoin of Oku-no-in (Japans: 奥之院) is een boeddhistische heilige plaats, bedevaartsoord en begraafplaats op de berg Koyasan in Japan. Het complex ligt op het oostelijke uiteinde van het plaatsje Koya, zo'n 40 ten oosten kilometer van Wakayama, omgeven door oude bossen van voornamelijk sikkelcipres en hinokicipres.
In 835 werd hier het mausoleum van Kukai, de stichter van de esoterische stroming Shingon, gebouwd. Okunoin wordt beschouwd als de grootste begraafplaats van Japan, met meer dan 200.000 graven en grafmonumenten. Verder staat Okunoin bekend om zijn Tōrō-dō, een tempelgebouw waarin 10.000 lantaarns doorlopend branden, waarvan er naar verluidt twee al meer dan 900 jaar ononderbroken branden.

## Fotogalerij

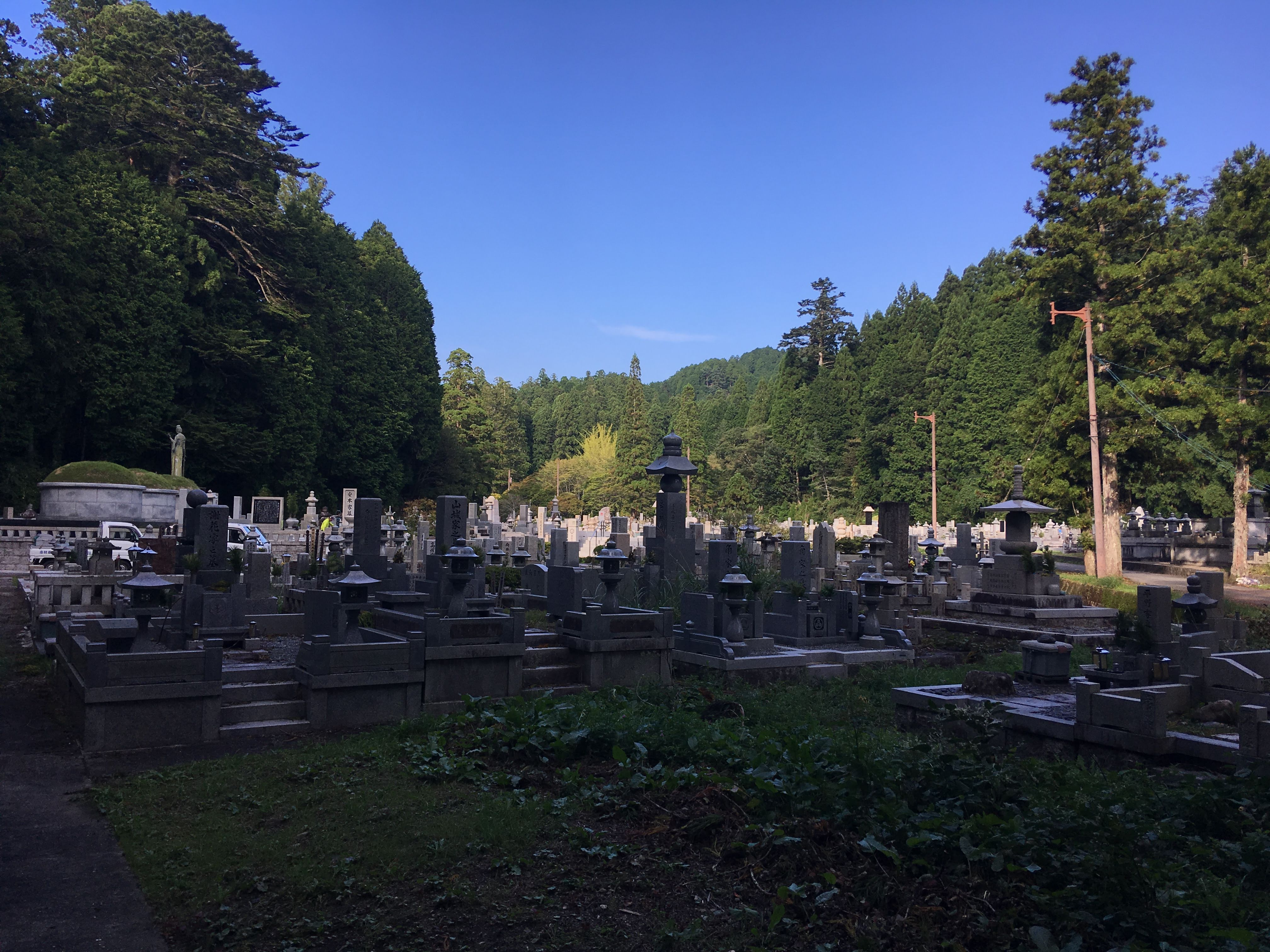
Nieuwe deel van de begraafplaats
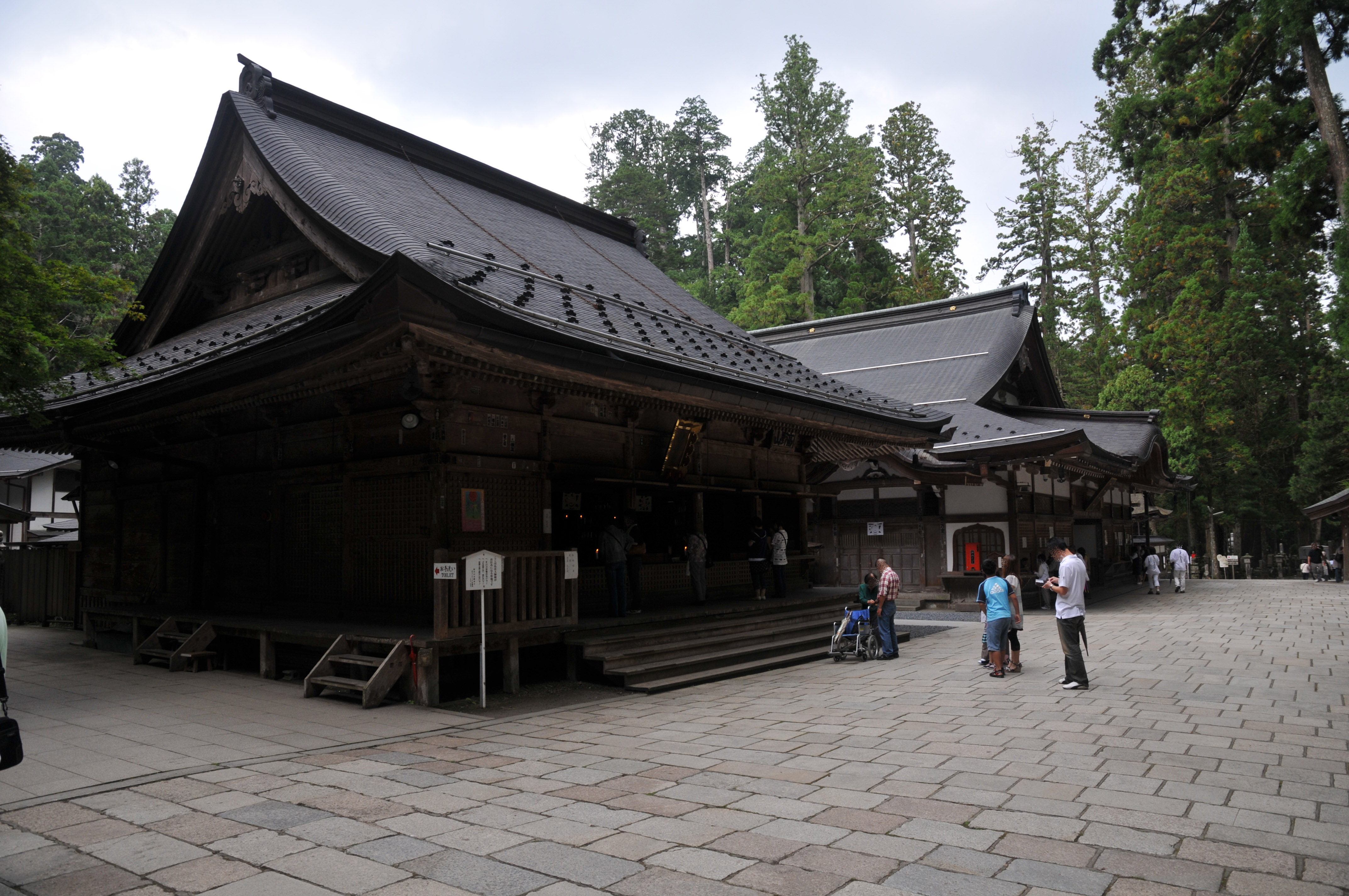
Goma-dō en Daikokuten-dō
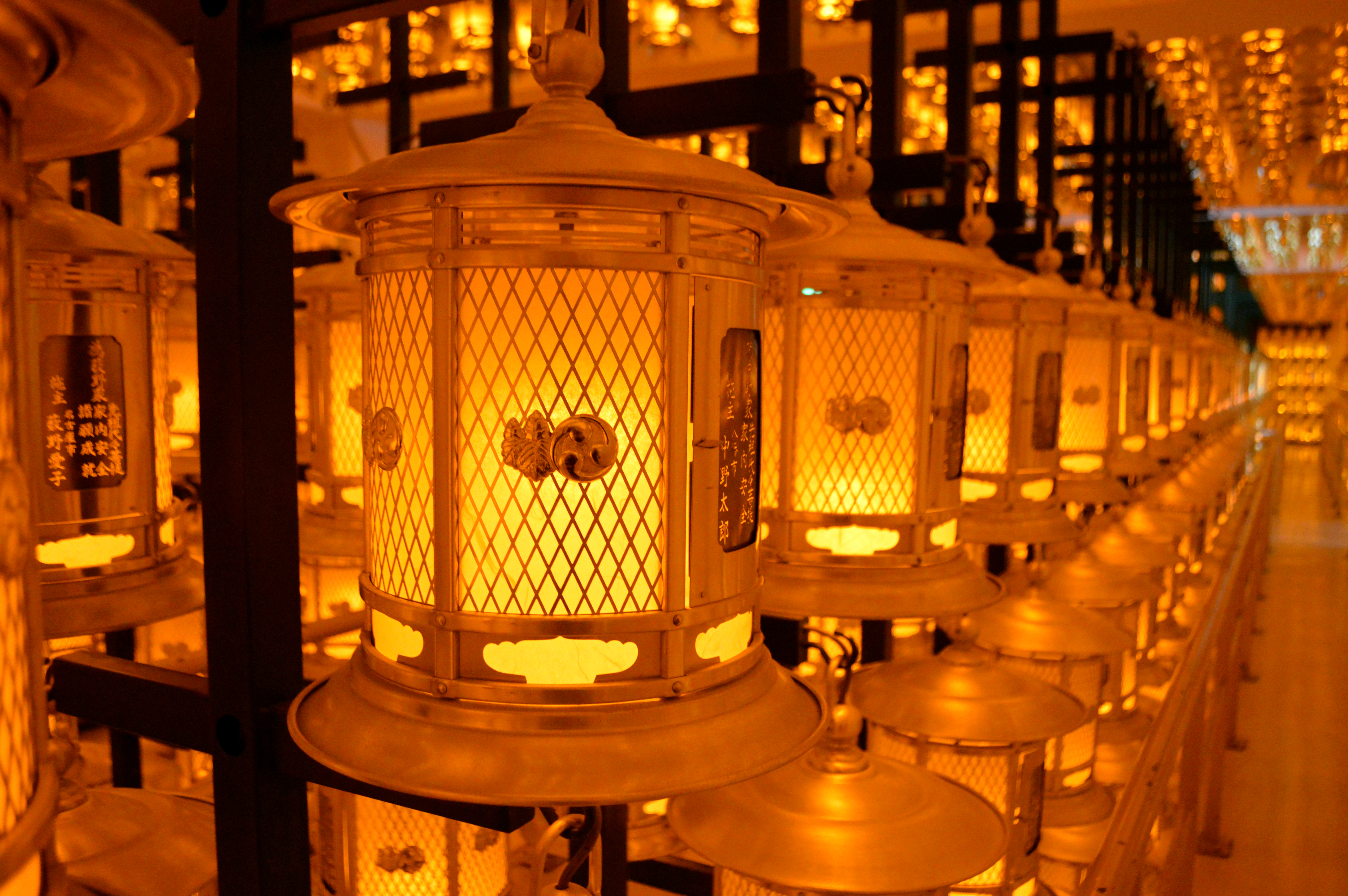
Lantaarns in de Tōrō-dō